# Wild Wales (film 1913)
Wild Wales è un cortometraggio muto del 1913. Non si conosce il nome del regista del film, un documentario prodotto dalla Edison, girato nel Galles, a Llangollen e a Betws-y-Coed.

## Produzione
Il film fu prodotto dalla Edison Company.

## Distribuzione
Distribuito dalla General Film Company, il film - un cortometraggio di 105 metri - uscì nelle sale cinematografiche degli Stati Uniti il 3 novembre 1913. Nelle proiezioni, veniva programmato con il sistema dello split reel, accorpato in un'unica bobina con un altro cortometraggio prodotto dalla Edison, la commedia Porgy's Bouquet.